# مقاومة حرارية بينية
المقاومة الحرارية البينية، وتعرف أيضًا باسم المقاومة الحرارية الحدودية، أو مقاومة كابيتزا، هي مقياس لمقاومة الحدود السطحية لجريان الحرارة. تختلف هذه المقاومة الحرارية عن مقاومة التلامس (وهي غير مقاومة التماسات الكهربائية) لأنها توجد حتى في الحدود السطحية المثالية ذريًّا. بسبب فروق في الخصائص الكهربائية والاهتزازية في المواد المختلفة، فعندما يحاول حامل طاقة (فوتون أو إلكترون حسب المادة) عبور الحدود السطحية سيتشتت عندها. يعتمد احتمال الانتقال بعد التشتت على حالات الطاقة المتاحة في الجانب 1 والجانب 2 من الحدود السطحية.
بافتراض تطبيق تدفق حراري ثابت على امتداد الحدود البينية، تقود هذه المقاومة الحرارية البينية إلى انقطاع منتهٍ لدرجة الحرارة عند الحدود البينية. بتوسعة قانون فورييه يمكننا أن نكتب:
{\displaystyle Q={\frac {\Delta T}{R}}=G\Delta T}
حيث {\displaystyle Q} هي التدفق الحراري المطبق، {\displaystyle \Delta T} الانخفاض الملحوظ في درجة الحرارة، {\displaystyle R} المقاومة الحرارية البينية، {\displaystyle G} هي مقلوبها، أو الموصلية الحرارية البينية.
إن فهم المقاومة الحرارية عند الحدود بين مادتين أمر ذو أهمية بالغة في دراسة خصائصها الحرارية. تساهم الحدود البينية عادةً بشكل مهم في الخصائص الملحوظة للمواد. وهو أشد أهمية في الأنظمة النانوية حيث يمكن للحدود البينية أن تؤثر بشكل كبير على الخصائص مقارنةً بالمواد ذات الأحجام العادية.
انخفاض المقاومة الحرارية عند الحدود أمر مهم تقنيًّا للتطبيقات التي تحتاج تبديدًا حراريًّا مرتفعًا جدًّا. هذا الأمر مهم بشكل خاص في تطوير أجهزة أنصاف النواقل الإلكترونية الصغرية (الميكروإلكترونية) وفق تعريف خارطة الطريق التكنولوجية لأنصاف النواقل في عام 2004 التي تستعرض جهازًا بحجم 8 نانومتر لتوليد ما يصل إلى 100,000 واط/سم2 وسيحتاج تبديدًا فعالًا لتدفق حراري متوقع يقدر بقيمة 1000 واط/سم2 وهو أعلى برتبة عشرية من الأجهزة الحالية. من جهة أخرى، التطبيقات التي تتطلب عزلًا حراريًّا جيدًا كعنفات المحركات النفاثة ستنتفع من الحدود البينية ذات المقاومة الحرارية العالية. يتطلب هذا أيضًا حدودًا مادية شديدة الاستقرار عند درجات الحرارة شديدة الارتفاع. من الأمثلة مركبات السيراميك المعدني المستخدمة حاليًّا في هذه التطبيقات. يمكن أيضًا الوصول إلى مقاومة حرارية مرتفعة بأنظمة متعددة الطبقات.
كما ذكر أعلاه، تنتج المقاومة الحرارية البينية عن تشتت حامل الطاقة عند الحدود البينية. يعتمد نوع الحامل المتشتت على نوع المواد على طرفي الحدود. فمثلًا، عند حدود بين معدن ومعدن، تسيطر آثار تشتت الإلكترونات على المقاومة الحرارية البينية؛ لأن الإلكترونات هي حامل الطاقة الأساسي في المعادن.
من أكثر النماذج التنبؤية استخدامًا نموذج اللاتوافق الصوتي ونموذج اللاتوافق الانتشاري. يفترض نموذج اللاتوافق الصوتي حدودًا بينية مثالية هندسيًّا يكون انتقال الفونونات عبرها مرنًا بالكامل، ويعامل هذا النموذج الفونونات بصفتها أمواجًا في الوسط المستمر. على الجهة الأخرى، يفترض نموذج اللاتوافق الانتشاري أن التشتت عند الحدود البينية انتشاري، وهو أمر دقيق للحدود ذات الخشونة المميزة عند درجات الحرارة المرتفعة.
محاكاة الديناميكا الجزيئية أداة قوية لدراسة المقاومة الحرارية البينية. أظهرت دراسات حديثة لديناميكا الجزيئات أن المقاومة الحرارية بين سطح صلب وسطح سائل تنخفض على الأسطح الصلبة ذات البنية النانوية عن طريق زيادة طاقة التفاعل بين الصلب والسائل لواحدة المساحة، وخفض الفرق في الكثافة الاهتزازية للحالات بين الصلب والسائل.